# ЛТ-34
ЛТ-34 (Лаки тенк модел 34) је чехословачки лаки тенк из периода пре Другог светског рата.

## Историја
Нова Чехословачка држава, настала 1918, наследила је од Аустроугарске само неколико старих оклопних кола Ланциа, али и импресивну војну индустрију на челу са фабриком Шкода. Почињући од нуле, 1923-1930. Шкода и Татра произвеле су мањи број оклопних аутомобила ОА-23, ОА-27 и ОА-30, а након 1930. већа пажња посвећена је развоју тенкова. 
Без искуства у производњи тенкова, чехословачке фабрике почеле су са развојем танкета. Крајем 20-их година, фабрика ЦКД постала је конкурент Шкоди, и 1930. убедила је војску да купи 4 британске танкете Викерс Карден-Лојд Мк VI, обезбедивши лиценцу за њихову производњу. Унапређена верзија производила се у ЦКД 1933-1934. као Танкета модел 33.
| Производња       | до 1933 | 1934 | 1935 | 1936    | 1937            | 1938           | 1939                    |
| ---------------- | ------- | ---- | ---- | ------- | --------------- | -------------- | ----------------------- |
| ОА-23            | 9       | -    | -    | -       | -               | -              | -                       |
| ОА-27            | 15      | -    | -    | -       | -               | -              | -                       |
| ОА-30            | -       | 51   | -    | -       | -               | -              | -                       |
| Танкета модел 33 | -       | 70   | -    | -       | -               | -              | -                       |
| Шкода Т-32       | -       | -    | -    | -       | 8               | -              | -                       |
| АХ-IV            | -       | -    | -    | 50      | -               | 83             | -                       |
| ЛТ-34            | -       | -    | 20   | 30      | -               | -              | -                       |
| ЛТ-35            | -       | -    | -    | 15      | 262             | -              | -                       |
| ТНХ серија       | -       | -    | -    | 40(ТНХ) | 15(Р-2) 10(ТНХ) | 61(Р-2) 7(ЛТП) | 50(Р-2) 17(ЛТП) 24(ЛТХ) |

## Карактеристике
Новембра 1934. ЦКД је произвео лаки тенк П-II. Тенк је био мали, али конвенционалан, са три члана посаде. Возач и радио-оператер седели су напред у трупу тенка, док је иза била купола за командира / нишанџију. Купола је била наоружана топом калибра 37 mm и спрегнутим митраљезом. Са оклопом од највише 15 mm, овај тенк је брзо застарео, али био је то почетак домаће тенковске индустрије, и војска је наручила 50 примерака 1933. под именом ЛТ (Лаки тенк) модел 34. Тенкови су произведени 1934-1935, а покушаји извоза окончани су немачком анексијом 1939, када је 27 припало Словачкој, а остали Немачкој где су убрзо прерађени као старо гвожђе.